# Searsia pentaphylla
Searsia pentaphylla är en sumakväxtart som först beskrevs av Nikolaus Joseph von Jacquin, och fick sitt nu gällande namn av Fred Alexander Barkley och Moffett. Searsia pentaphylla ingår i släktet Searsia och familjen sumakväxter. Inga underarter finns listade i Catalogue of Life.